# Calling All The Monsters
«Calling All The Monsters» en español: «Llamando a todos los monstruos»— es una canción interpretada por la cantante China Anne McClain e incluida en el soundtrack de la serie de Disney A.N.T. Farm. «Calling All The Monsters» fue lanzada como sencillo el 20 de septiembre de 2011, después de «Dynamite».
La semana del 8 de octubre de 2011, la canción debutó en la posición 100 del Billboard Hot 100, siendo la única canción de la banda sonora que ingresa al chart.
En 2021, McClain volvió a grabar la canción junto con sus hermanas bajo el nombre de grupo Thrii.

## Video musical
El video musical fue estrenado el 21 de septiembre de 2011. En él, aparece China vestida de Caperucita Roja con sus hermanas en el día de Halloween. Luego, ella toca la puerta de una mansión al parecer abandonada a pedir dulces, la puerta se abre sola y ella entra. Aparece un caballero que empieza a bailar y entonces China empieza a cantar. En la siguiente escena, aparece una momia, el monstruo de Frankenstein y un hombre lobo y empiezan a bailar la canción. Al momento China encuentra un cuadro del fantasma de la ópera, el cual cobra vida y muestra su lado horrendo. Luego ella entra a otro salón donde hay otros monstruos, y todos empiezan a bailar al ritmo de la canción. Al final del video, China sale de la mansión y se reencuentra con sus hermanas.

## Posicionamiento
| País           | Lista                         | Posición |
| -------------- | ----------------------------- | -------- |
| Canadá         | Canadian Hot 100              | 89       |
| Estados Unidos | Billboard Hot 100             | 86       |
| Estados Unidos | Hot Digital Songs             | 57       |
| Estados Unidos | Top Heatseekers Songs         | 8        |
| Estados Unidos | Radio Disney Top 30 Countdown | 1        |